# Castello di Monte Sant’Angelo
Das Castello di Monte Sant’Angelo ist die Ruine einer Kastellburg in der Stadt Monte Sant’Angelo in der italienischen Region Apulien. Die Burg stammt aus der Zeit von Ursus, Erzbischof von Benevent und Siponto, der 837–838 das „Castellum de Monte Gargano“ erbauen ließ, das später umgebaut und erneuert wurde.

## Geschichte
Bis zum 9. Jahrhundert gab es keine Burg an dieser Stelle, sondern nur ein byzantinisches „Castrum“. Später war die neue Burg die Wohnstatt der Herren Dell’Honor Montis Sancti Angeli. Dies waren Rainulf Drengot, Graf von Aversa, und später Robert Guiskard, der, nachdem er die Siedlung mit einer Mauer umgeben lassen hatte, im 11. Jahrhundert den ältesten Teil der Burg, den „Torre dei Giganti“ (ein fünfeckiger Turm, 18 Meter hoch und mit 3 Meter dicken Mauern), neu aufbauen ließ. Die Anlage gewann Bedeutung in der Verteidigung von Gargano, eine der drei privilegierten „Castra exempta“. Sie gehörte zu den Krongütern Kaiser Friedrichs II., der sie zusammen mit dem Castel del Monte in Andria, beide ererbt von Friedrich I. von Schwaben, seiner dritten Gattin, Isabella von England, der Schwester von König Heinrich III. von England, zur Hochzeit schenkte. Dort weilten der Kaiser und seine Favoritin und Gattin, die prächtige Isabella von England, genannt „Isabella mit dem schönen Gesicht“, und daher bietet die Burg architektonische Werke im frederizianischen Stil, imposant, aber raffiniert, wie der Saal aus dem 13. Jahrhundert mit einem Pfeiler in der Mitte und Spitzbogengewölben („Sala del Tesoro“) bezeugt.
Unter der normannischen Herrschaft wurden der „Torre dei Giganti“ und der „Torre Quadra“ errichtet, wogegen Friedrich II. den sogenannten „Sala del Tesoro“ bauen ließ. Er soll sich auf der Burg mit seiner Geliebten Bianca Lancia getroffen haben.
Die heutige Festung zeigt darüber hinaus auch den Einfluss des Hauses Aragón, das zur Verteidigung gegen Feinde den Turm in Mandelform und den Burggraben von den Eingangstor realisieren ließ.
Das Haus Anjou kümmerte sich intensiv um die Burg, aber sie diente ihnen auch als Staatsgefängnis: Berühmt ist die Inhaftierung der staufischen Prinzessin Philippa von Antiochia, die dort 1273 verstarb, und die der Königin Johanna I. von Anjou (vielleicht dort ermordet), deren Überreste vermutlich in Monte Sant’Angelo in der dortigen Kirche des Heiligen Franz von Assisi aufbewahrt werden.
Die Burg wurde auch Wohnstatt der Herren von Durazzo: In der Tat wurde dort Karl III. von Durazzo, der spätere König von Neapel und Ungarn, geboren.
Im 15. Jahrhundert, zwischen 1491 und 1497, waren durch die Einführung von Feuerwaffen Eingriffe in die Anlage unabwendbar, die Francesco di Giorgio Martini, einem Militäringenieur, anvertraut wurden. So erhielt die Anlage ihr heutiges Aussehen.
1552 wurden das Lehen und das Castello di Monte Sant’Angelo mit Zustimmung des Königs Karl V. von der Familie Serra Grimaldi gekauft, die die vollen feudalen Rechte übernahm. Von 1552 bis zum Ende des 18. Jahrhunderts erlangten weitere Familien Macht über die Burg und annektierten das feudale Territorium, darunter (nach den Berichten von Vasallen) die Arcellas und die Vischis.
1802 wurde die Burg der Stadtverwaltung von Monte Sant’Angelo überlassen, die das eigentliche Eigentum daran 1810 erlangte.
Im 20. Jahrhundert wurden am Castello di Monte Sant’Angelo mehrere Restaurierungsarbeiten durchgeführt.

## Beschreibung

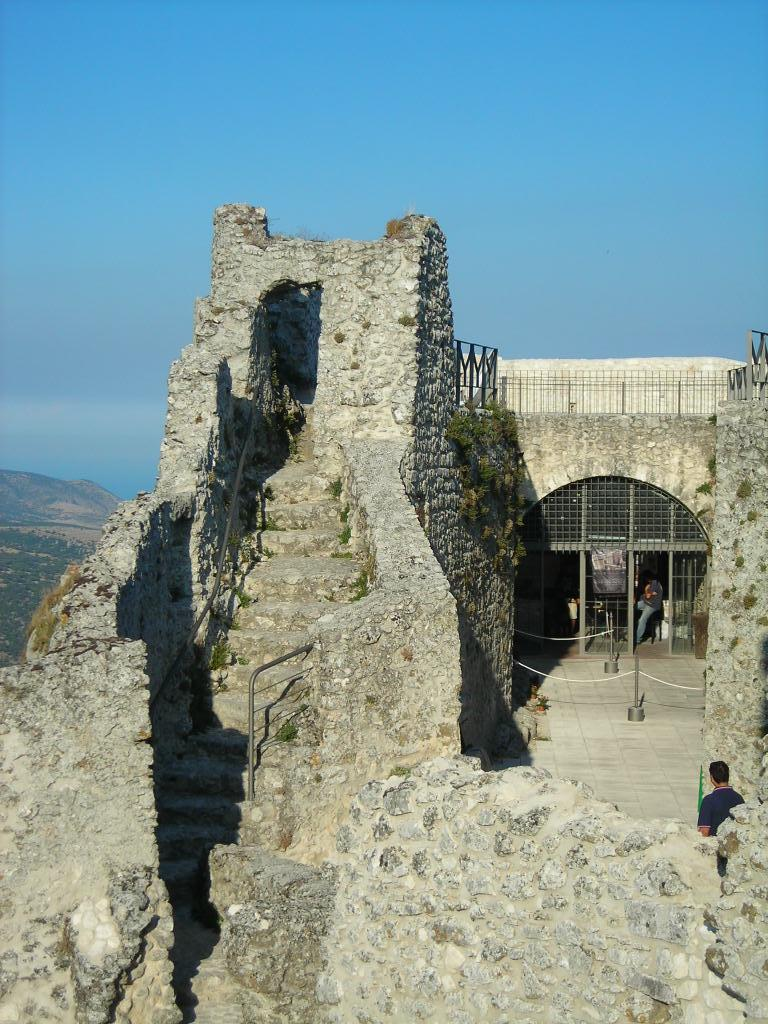
Mauerumgang

Die Burg befindet sich am höchsten Punkt der Stadt.
Die Festung stammt aus der ersten Hälfte des 9. Jahrhunderts, als Ursus I., Bischof von Benevent, in den Jahren 837 und 838 ein byzantinisches Militärlager errichten ließ und so zur Entstehung des „Castellum del Monte Gargano“ beitrug. In der Folge ließen die Herren Dell’Honor Montis Sancti Angeli den sogenannten „Torre dei Giganti“, einen majestätischen, fünfeckigen Turm mit 18 Metern Höhe und einer Mauerdicke von 3 Metern errichten. Die Burg wurde mit einigen Wohngebäuden ausgestattet, in denen der „Capitaneus“, die Funktionsträger und die bewaffnete Garnison wohnten; aber auch Ställe, Läger, Zisternen, eine Mühle, ein Ofen, eine Zimmerei, eine Kapelle und Verwaltungskontore wurden errichtet. Auch Räume, die als Gefängnis dienten, fehlten nicht: Ein fürchterliches Gefängnis liegt in den Kellern des „Torre dei Giganti“. Aus dieser Zeit ist noch ein Saal aus dem 13. Jahrhundert mit einem großen Pfeiler in der Mitte und Spitzbogengewölben gut erhalten; er wird allgemein „Sala del Tesoro“ genannt.
Im Laufe der Zeit wurde die Burg mit zwei Kegelstumpftürmen, der östlichen Bastion und einem System von Kurtinen mit Schießscharten aufgerüstet. Ursprünglich war die Burg mit einer Mauer geschützt, von der heute nur noch Ruinen erhalten sind, und von einem Graben, der mit einer Zugbrücke überwunden werden konnte, die später durch eine feste Brücke ersetzt wurde, die von zwei Bögen getragen wird. In die Anlage gelangt man durch ein Portal hinter der Brücke. Beim Betreten findet man rechts den Wachposten vor und einen großen Raum, in dem die Ställe und das Munitionslager untergebracht sind. Auf der linken Seite öffnen sich zwei Türen: Durch die eine erreicht man den Außenbereich der Burg, durch die zweite eine Treppe, die oben auf den darüber liegenden Kegelstumpfturm führt.
Dann gelangt man ins Vestibulum, das aus einem Vorhof mit den Maßen 21 Meter × 4 Meter besteht und zum großen Innenhof der Anlage führt. Dieser ist begrenzt durch die Zinnen, von denen aus der Graben verteidigt wurde, und durch zwei zylindrische Türme, zwischen denen sich das Portal zum zentralen Baukörper der Burg öffnet.
Über eine Treppe gelangt man zu den oberen Stockwerken, wo den „Sala del Tesoro“ besuchen kann: Ein großer Raum, erleuchtet durch ein einziges Fenster, mit einer Gewölbedecke, die durch einen massiven Mittelpfeiler gestützt wird. Von diesem Saal, der für Feste und Bankette genutzt worden sein muss, kommt man auf der einen Seite zu den Wohnräumen des Kastellans, auf der anderen Seite zu denen der Höflinge.